# Руско-казањски ратови
Руско-казањски ратови су били низ ратова вођених између Велике московске кнежевине и Казањског каната од 1439. године, све док Казањ није коначно освојило Руско царство под Иваном Грозним 1552. године.

## Историја
Пре него што се одвојила од Златне Хорде, Казањска област је била део Волшке Бугарске (око 630–1240), а затим Бугарског улуса Златне Хорде (око 1240–1438). Они су прихватили ислам 921. године, 67 година пре него што је Русија постала хришћанска. Граница између Московије и Казања била је близу Нижњег Новгорода, отприлике на пола пута између два града. Земља источно од Нижњег Новгорода била је прилично тешка. Када би Татари напали, прво би ударили у Нижњи Новгород, а затим би кренули на Муром, Рјазањ и друга места, само два пута би се приближили Москви. Када би Руси напали, обично би слали две војске, једну низ Волгу, а другу преко копна. Како је Московија јачала, борбе су се померале на исток. Пре 1552. године, Руси нису покушали да освоје Казањ и задовољили су се задржавањем проруског кана на власти. Проруски кан је значио мир, а антируски кан је значио независност и рат. Казањ никада није успоставио стабилну династију. Проруски ханови су често долазили из Касимског каната, док су антируски ханови довођени са Крима и других каната. Обично је било про и антируских фракција, али изгледа да су биле привремене и нестабилне.

## Ратови Василија II
Године 1439, годину дана након оснивања каната, први Казански кан, Улуг-Мухамед, напредовао је ка Москви са великом војском. Василиј II Московски је побегао из своје престонице преко реке Волге. Татари су пустошили предграђе Москве 10 дана и на повратку у Казањ спалили Коломну; узели су и многе заробљенике.
Кампања из 1445. била је погубна за Москву и имала је велике реперкусије у руској политици. Непријатељства су избила када је кан Максмут заузео стратешку тврђаву Нижњи Новгород и извршио инвазију на Москву. Василиј II је окупио војску и победио Татаре код Мурома и Гороховца . Размишљајући о завршетку рата, распустио је своје снаге и тријумфално се вратио у Москву, само да би сазнао да су Татари поново опседали Нижњи Новгород.
Сакупљена је нова војска која је кренула ка Суздаљу, где су срели руске генерале који су предали Нижњи непријатељу након што су запалили тврђаву. 6. јуна 1445. сукобили су се Руси и Татари у бици код Суздаља код зидина манастира Светог Еуфимија . Битка је била изузетан успех за Татаре, који су заробили Василија II. Након четири месеца преговора и предате огромне откупнине, монарх је извуче из заточеништва.

## Ратови Ивана III

### Касимов рат (1467–1469)
Крхки мир је прекинут 1467. године, када је Ибрахим Казањски дошао на престо, а Иван III од Русије подржао тврдње свог савезника или вазала Касима Кана . Иванова војска је пловила низ Волгу, упрте у Казањ, али су јесење кише и распутице („сезона мочвара“) ометале напредак руских снага. Када је дошла мразна зима, руски генерали су започели инвазију на северну Вјатку област. Кампања се распала због недостатка јединства сврхе и војних капацитета.
Следеће године Руси су кренули из Котелнича у Вјатску земљу. Пловили су низ реку Вјатку и Каму према Волги, пљачкајући трговачке бродове на путу. Као одговор, Ибрахим је покренуо контраофанзиву, прегазио Вјатку и натерао локално становништво у ропство током кампање.
Године 1469. груписана је много јача војска и, пловећи низ Волгу и Оку, спојила се у Нижњем Новгороду. Руси су марширали низводно и опустошили околону Казања, али се нису усудили да започну опсаду татарске престонице јер се Касимова удовица обавезала да ће преговарати о повољном миру са Ибрахимом (њеним сином). У међувремену, јединице из Јарославља и Великог Устјуга су узалуд покушавале да пребаце Вјатку на руску страну. Након што су преговори прекинути, Татари су се сукобили са Русима у две крваве, али неодлучне битке.
У јесен 1469. Иван III је започео трећу инвазију на канат. Руски командант, кнез Данил Холмски, опсео је Казањ, прекинуо снабдевање водом и приморао Ибрахима да се преда. Према условима мировног споразума, Татари су ослободили све етничке хришћанске Русе које су поробили претходних четрдесет година.

### Опсада Казања (1487)
Вјатка област је деценијама која долазе остала главна кост свађе између Казања и Москве. 1478. године, непосредно пре своје смрти, Ибрахим је опустошио регион. У знак освете, Иван III је послао своје генерале да опљачкају околину Казања. Тада је Ибрахим умро и наследио га је Илхам, док је његов полубрат Моксамат Амин побегао у Москву. Иван III му је дозволио да се насели у Кашири и обећао подршку Моксаматовим претензијама на татарски престо.
Русија је 1484. поставила Мокаммат Амина на престо, али је за годину дана Илхам поново преузео власт. Године 1487. Иван је поново нашао за разумно да се умеша у послове у Казању и замени Иљхама Моксамат Амином. Принц Холмски је пловио низ Волгу из Нижњег Новгорода и опседао Казањ 18. маја. Град је пао у руке Руса 9. јуна. Илхам је у ланцима послат у Москву пре него што је затворен у Вологди, док је Моксамат Амин проглашен за новог кана. У контексту победничког похода, Иван III се прогласио „господаром Волшке Бугарске“.
Последњи рат Иванове владавине покренула је Илхамова удовица, која се удала за Моксамат Амина и наговорила га да потврди своју независност од Москве 1505. године. Побуна је избила на дан Светог Јована, када су Татари масакрирали руске трговце и изасланике који су били присутни на годишњем Казањском сајму. Огромна војска Казањњских и Ногајских Татара тада је напредовала према Нижњем Новгороду и опседала град. Ток битке је одлучило 300 литванских стрелаца, које су Руси заробили у бици код Ведроше и живели у Нижњем у заточеништву. Успели су да доведу татарску преходницу у стање пометње: канов зет је убијен у акцији, а хорда се повукла.
Иванова смрт спречила је обнову непријатељстава, све до маја 1506, када је кнез Фјодор Белски повео руске снаге против Казања. Након што је татарска коњица напала позадину његове војске, многи Руси су побегли или се удавили у Фул језеру (22. маја). Кнез Василиј Холмски је послат да смени Белског и 22. јуна је победио кана на Арском пољу. Моксамат Амин се повукао у Арск кулу, али када су Руси почели да славе победу, одважио се и нанео им мучан пораз (25. јуна). Иако је то била најзначајнија татарска победа у деценијама, Моксамат Амин – из неког разлога који није био јасно схваћен – одлучио је да тражи мир и одао почаст Ивановом наследнику, Василију III од Русије.

## Ратови Василија III
Нови масакр руских трговаца и посланика који су боравили у Казању догодио се 1521. године. Василиј III је био толико разјарен да је забранио својим поданицима да поново посећују Казањски сајам. Уместо тога, низводно од Нижњег Новгорода отворен је чувени Макаријев сајам, установа која је подрила економски просперитет Казања, доприносећи тако његовом коначном пропасти.
Године 1524. кнез Иван Белски је предводио руску војску од 150.000 људи против татарске престонице. Ову кампању детаљно описује страни сведок Херберштајн. Огромна војска Белског провела је 20 дана улогорена на острву наспрам Казања, чекајући долазак руских коњаника. Тада је стигла вест да је део коњице поражена, а да су Татари заузели бродове натоварене намирницама. Иако је војска патила од глади, Белски је одмах опседао град и убрзо су Татари послали своје изасланике са предлогом услова. Белски их је прихватио и брзо се вратио у Москву.
Кнез Белски се вратио на зидине Казанњ у јулу 1530. године. Кан је утврдио своју престоницу и изградио нови зид, али су Руси запалили град, масакрирајући своје ривале у потпуности (према руским хроникама) и натеравши Сафу Гираја да се повуче у Арск. Татари су тражили мир, обећавајући да ће прихватити било ког кана постављеног из Москве. Цар је на престо поставио Шагалијевог млађег брата Цангхалија. Убила га је антируска фракција 1535. године.
Руске хронике бележе четрдесетак напада казанских ханова на руске територије (углавном области Нижњег Новгорода, Мурома, Вјатке, Владимира, Костроме, Галича) у првој половини 16. века. Половина рација у Казању догодила се 1530-их и 1540-их. Поред 1521. године, већина разорних напада у Казању догодила се 1522, 1533, 1537, 1538, 1539, 1540. и 1541.

## Ратови Ивана IV
Док је Иван IV био малолетан, гранични окршаји су се настављали несмањеном количином, али лидери обе силе нису били вољни да поведу своје трупе у отворене сукобе. Године 1536. Руси и Татари су били на ивици новог рата и сусрели су се код Лискова, али је битка избегнута. Током наредних година, кримски кан је склопио офанзивни савез са Сафом Гирајем из Казања, његовим рођаком. Када је Сафа Гирај напао Москву у децембру 1540. године, Руси су користили Касим Татаре да га обуздају. Након што је његово напредовање заустављено у близини Мурома, Сафа Гирај је био приморан да се повуче према својим границама.
Ови преокрети су поткопали ауторитет Сафе Гираја у Казању. Проруска странка, коју је представљао Шагали, добила је довољно популарне подршке да више пута узурпира трон. Године 1545. Иван IV је организовао експедицију на реку Волгу, углавном да би демонстрирао снагу и показао своју подршку проруским фракцијама. Мало је постигнуто током похода 1547-48, а скоро исти исход је био 1549-50.
Године 1551. почеле су да се представљају детаљне шеме за коначно освајање Казања. Цар је послао свог изасланика у Ногајску Хорду и они су обећали да ће задржати неутралност током предстојећег рата. Руској власти су се потчинили и Ар бегови и Удмурти. Године 1551. дрвена тврђава Свијажск је пренета низ Волгу од Углича све до Казања. У њој се складиштило оуржје током кључне кампање из 1552. године.

## Пад Казања (1552)
Дана 16. јуна 1552. Иван IV је предводио руску војску од 150.000 војника из Москве према Коломни . Разбили су кримске Татаре под Девлет Гирајем код Туле пре него што су скренули на исток. Цар је кренуо ка Казању, а коначна опсада татарске престонице почела је 30. августа. Под надзором кнеза Александра Горбатог-Шујског, Руси су користили рамовско оружје, батеријски торањ, мине и 150 топова. Руси су имали предност ефикасних војних инжењера, као што су Иван Виродков, Немчин Еразм („Розмисл“) из Великог војводства Литваније и енглески инжењер Батлер. Опсадници су блокирали водоснабдевање града и пробили зидине пре него што је последњи напад 2. октобра довео до заузимања града Казања и рушења његових утврђења.
Пад Казања је као примарни ефекат имао успостављање контроле Москве над Средњом Волгом. Башкири су две године касније прихватили власт Ивана IV. Цар је своју победу над Казањом прославио тако што је подигао неколико цркава са оријенталним обележјима, међу којима је најпознатији Храм Василија Блаженог на Црвеном тргу у Москви. Опсада Казања је тема најдуже песме на руском језику, епа Михаила Хераскова Росијада (1771–1779).
Након пада Казања, у региону је почео герилски устанак познат као Казањски рат, који је трајао неколико година до коначног гушења 1556. Цар је одговорио политиком христијанизације и русификације својих татарских поданика и других аутохтоних народа, што је била званична политика до времена Катарине Велике (1762–1796).